# Rashard Mendenhall
Rashard Jamal Mendenhall (19 de junio de 1987) es un running back de fútbol americano que juega para los Arizona Cardinals de la Liga Nacional de Fútbol Americano (NFL). Él fue elegido por los Steelers en el puesto vigésimo tercero del Draft del año 2008. Su carrera universitaria la realizó en la Universidad de Illinois.

## Primeros años
Mendenhall cursó su bachillerato en Niles West High School en Skokie, Illinois, en su tiempo en Niles West no solo se destacó como running back también se destacó en atletismo, en el año 2003 participó en las competencias estatales de esta disciplina donde ganó la carrera de 100 y 200 metros venciendo al campeón estatal de clase AA Tyreese Andrews, también ganó la competencia de triple salto, en esta competencia participó su hermano Walter Mandenhall el cual ocupó el sexto lugar en los 100 metros, además Walter logró el segundo lugar en los relevos 4 x 100.
En el 2003 era reconocido como el mejor jugador running back de las secundarias públicas de Illinois entró en la selección de los 7 grandes prospecto, muchos esperaban que por su calidad el fuera un aliciente para darle relevancia a las secundarias públicas de Illinois, El periódico The News Gazette anualmente elige a los mejores jugadores del estado, en la edición número 68 lo eligió en la lista de los mejores jugadores del estado en el 2003,
La página www.Scout.com. seleccionó a los 5 mejores prospecto del estado de Illinois, poniendo a Mendenhall a la cabeza.
Asimismo, entre sus estadísticas se señala que anotó 1.300 yardas y 21 touchdowns solo en su año de novato y en su segundo año o junior, corrió 1.832 yardas y realizó 19 touchdowns, promediando 11,6 yardas por acarreo.
En su último año, promedió 9,1 yardas por acarreo, corriendo para 1.453 yardas en 160 intentos y 14 touchdowns. Mendenhall participó en el juego del U.S. Army All-American Bowl en el año 2005.

## Carrera Universitaria
Mendenhall jugó para el equipo de fútbol americano de la Universidad de Illinois conocido como Illinois Fighting Illini. Su primera temporada fue en el año 2005, durante la cual corrió 218 yardas en 48 acarreos, contando 82 yardas en recepciones y dos touchdowns.
En 2006, Mendenhall casi triplicó esta marca, ganando 640 yardas corriendo y anotando 5 touchdowns. Aparte logró 164 yardas en 12 recepciones, anotando un touchdown,. En su última temporada con Illinois, Mendenhall había roto el récord estudiantil con 1,681 yardas y 17 touchdowns, logrando esto antes del décimo tercer juego. Así como logró 34 recepciones, contabilizando en estas un total de 318 yardas y dos touchdowns.
Mendenhall estuvo en la portada de la revista deportiva Sporting News, la cual hizo un reportaje sobre el fútbol americano universitario. El 24 de abril del 2008, Mendenhall fue invitado en el programa de televisión The Best Damn Sports Show Period en un segmento llamado “Best Damn Rookie Hazing", junto con el antiguo wide receiver de Oklahoma, Malcolm Kelly.

### Estadísticas como universitario
|         |        | Recibiendo | Recibiendo | Recibiendo | Recibiendo | Recibiendo | Recibiendo | Recibiendo | Corriendo | Corriendo | Corriendo | Corriendo |
| Año     | Equipo | Jugados    | Intentos   | Yardas     | Pct        | TD         | Dist       | Rec        | Yds       | Avg       | TD        | Dist      |
| ------- | ------ | ---------- | ---------- | ---------- | ---------- | ---------- | ---------- | ---------- | --------- | --------- | --------- | --------- |
| 2005    | IFI    | 10         | 48         | 218        | 4.5        | 0          | 18         | 13         | 82        | 6.3       | 2         | 16        |
| 2006    | IFI    | 12         | 78         | 640        | 8.2        | 5          | 86         | 12         | 164       | 13.7      | 1         | 76        |
| 2007    | IFI    | 13         | 262        | 1681       | 6.4        | 17         | 79         | 34         | 318       | 9.4       | 2         | 55        |
| Totales |        | 35         | 388        | 2539       | 6.5        | 22         | 86         | 59         | 564       | 9.6       | 5         | 76        |

## Carrera profesional

### Draft
Durante el "NFL Scouting Combine" realizado en Indianápolis el 24 de febrero de 2008, durante las pruebas de velocidad Mendenhall marcó un tiempo de 4,36 en la carrera de cuarto de yarda, pero su tiempo oficial fue de 4,45, el cual fue el sexto mejor para un running back en el “NFL Scouting Combine”.
Mendenhall fue contratado durante el “2008 NFL Draft” en el puesto 23rd por los Pittsburgh Steelers, debido a su resultados en las temporadas previas como novato Mendenhall fue ranqueado por ESPN en el lugar número 30 de los mejores running back de la liga. El 25 de julio, del año 2008, firmó un contrato de 5 años por un valor de US$12,55 millones de dólares con los Steelers, del cual $7,125 millones son garantizados.

### Pittsburgh Steelers

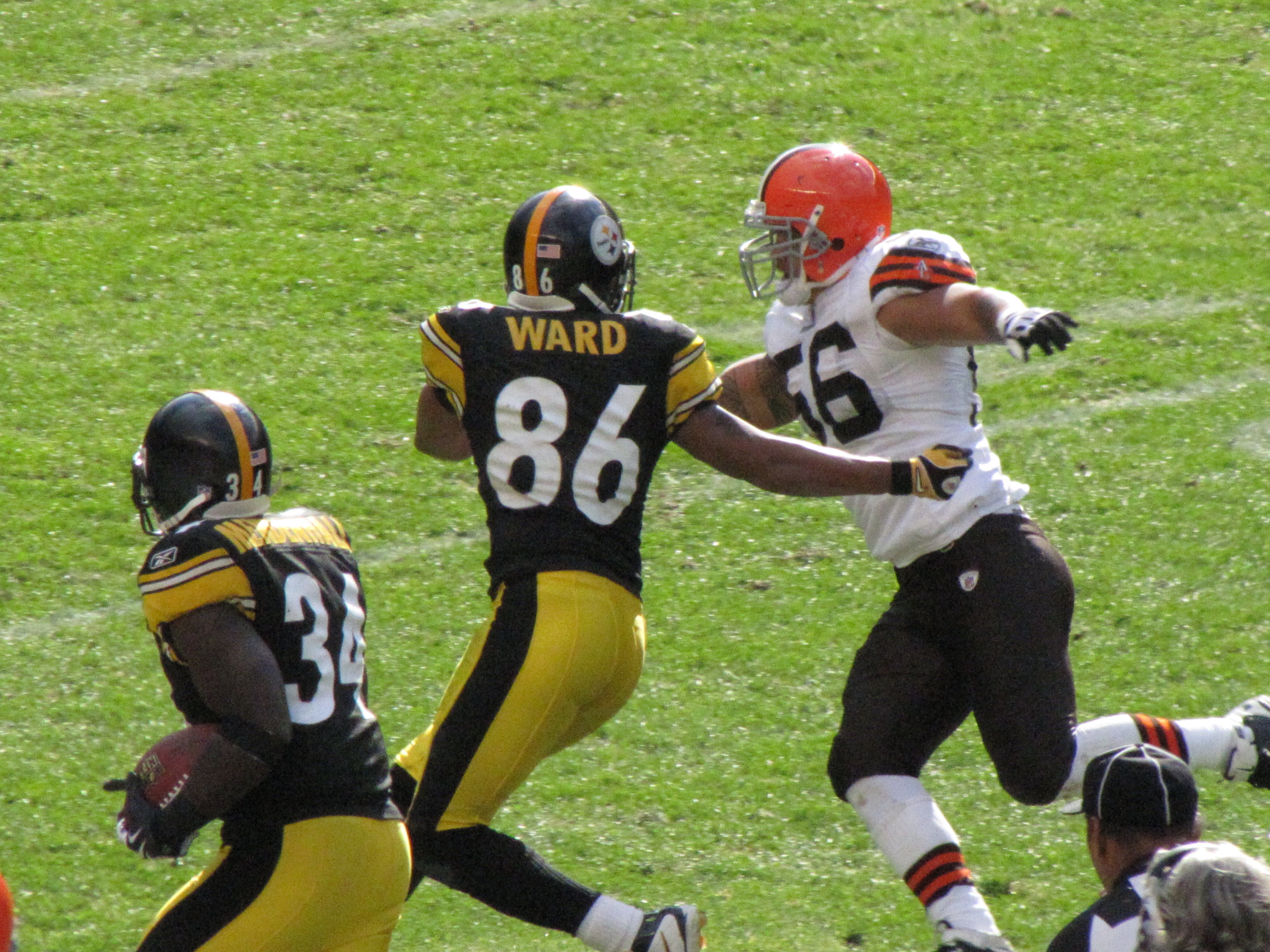
Hines Ward Haciendo un bloqueo para una carrera de Mendenhall

Se esperaba que el fuera el complemento para el running back Willie Parker que había destacado al ser nominado para el Pro Bowl, Mendenhall tuvo dos fumbles durante el tercer juego de pretemporada de los Pittsburgh contra los Vikingos de Minnesota; estos fueron atribuidos a la falta de adaptación al ritmo de juego de la NFL, días después del juego, su compañero Hines Ward puso una bola en el armario de Mendenhall con una nota que decía, "quitale el balón a Mendenhall y él te dará $100 dólares”  como parte de su castigo por los fumbles a Mendenhall le fue exigido que llevara el balón a todo lugar donde fuera hasta el momento que jugaron su próximo partido. Mendenhall perdió el balón una vez más en el último partido de la pretemporada, pero trabajó con el entrenador de running backs Kirby Wilson para arreglar el problema.

#### Temporada 2008
Mendenhall entró en la temporada regular del año 2008 como el jugador más joven de los Steelers. Aparte de ser corredor tuvo funciones en equipos especiales retornando patadas. Durante la cuarta semana de la temporada del 2008, Willie Parker el corredor titular en ese momento sufrió una lesión que permitió a Mendenhall hacer su primer partido como titular en la NFL, en ese partido corrió por 30 yardas con 9 acarreos, pero fue obligado a dejar el juego con una fractura en el hombro en el tercer cuarto después de un gran golpe dado por el Linebacker de los Baltimore Ravens Ray Lewis. Mendenhall fue puesto en la lista de lesionados por el resto de la temporada. Esta temporada la terminó Mendenhall con 58 Yardas corrida en 19 acarreos y 115 yardas en 6 retornos de patada.
| 2008                                                                       | Pittsburgh Steelers | 4 | 19 | 58 | 3.1 | 0 | 12 | 2 | 17 | 8.5 | 0 | 11 |
| Estadísticas de Mendenhall en la NFL Estadísticas actualizadas: 12/01/2011 |                     |   |    |    |     |   |    |   |    |     |   |    |

#### Temporada 2009
En la cuarta semana de la temporada del año 2009, Mendenhall inicio en lugar del lesionado Willie Parker. Contra los San Diego Chargers se convirtió en titular y corrió para 165 yardas y dos touchdowns.
| 2009                                                                       | Pittsburgh Steelers | 16 | 242 | 1,108 | 4.6 | 7 | 60 | 25 | 261 | 10.4 | 1 | 26 |
| Estadísticas de Mendenhall en la NFL Estadísticas actualizadas: 12/01/2011 |                     |    |     |       |     |   |    |    |     |      |   |    |

#### Temporada 2010
Durante la temporada del año 2010 Mendenhall estuvo en la lista de los mejores corredores de la liga, siendo clave para que los Steelers lograran ganar el campeonato de la Liga Americana ante los, New York Jets Jugó el Super Bowl XLV celebrado el 6 de febrero de 2011 en el Cowboys Stadium, donde los Steelers cayeron derrotados de 31 - 25 a manos de los Green Bay Packers.
| 2010                                                                       | Pittsburgh Steelers | 16 | 324 | 1273 | 3.9 | 13 | 50T | 23 | 167 | 7.3 | 0 | 24 |
| Estadísticas de Mendenhall en la NFL Estadísticas actualizadas: 12/01/2011 |                     |    |     |      |     |    |     |    |     |     |   |    |

Temporada 2014
Anunció su retiro de la NFL en marzo de 2014 diciendo que “ Quiero viajar por el mundo y escribir”.

## Estadísticas generales
| 2008                                                                       | STL | 4  | 19  | 58    | 3.1 | 0  | 12  | 2  | 17  | 8.5  | 0 | 11 |
| 2009                                                                       | STL | 16 | 242 | 1,108 | 4.6 | 7  | 60  | 25 | 261 | 10.4 | 1 | 26 |
| 2010                                                                       | STL | 16 | 324 | 1,273 | 3.9 | 13 | 50T | 23 | 167 | 7.3  | 0 | 24 |
| Totales                                                                    |     | 36 | 585 | 2,439 | 4.2 | 20 | 60  | 50 | 445 | 8.9  | 1 | 26 |
| Estadísticas de Mendenhall en la NFL Estadísticas actualizadas: 12/01/2011 |     |    |     |       |     |    |     |    |     |      |   |    |

## Mendenhall y el Baile
Durante su tiempo libre Rashard toma clases de baile Hip Hop y participa en torneos a nivel amateur, dice que el baile del Hip Hop le ha ayudado a mejorar su estilo de correr en el campo de juego ya que se ha vuelto más consciente de su cuerpo, muchos critican a Mandenhall por su estilo arriesgado a la hora de correr y sus movimiento muy lateralizados, aparte de piruetas y giros que parecen forzados o sacados del baile, esto lo acredita Mendenhall a su entrenamiento como bailarín.